# The Downward Spiral
The Downward Spiral je druhé studiové album americké industriální rockové skupiny Nine Inch Nails. Vydáno bylo v březnu roku 1994 společností Interscope Records a spolu s Trentem Reznorem jej produkoval Flood. V hitparádě Billboard 200 se umístilo na druhé příčce. V USA se stalo platinovým. Jde o konceptuální album. Bylo nahráno v domě s adresou 10050 Cielo Drive, kde dříve Mansonova rodina zabila Sharon Tate a další čtyři lidi. Nahráváno bylo také ve studiích Record Plant Studios a A&M Studios.

## Seznam skladeb
Autorem všech skladeb je Trent Reznor.
1. „Mr. Self Destruct“ – 4:30
2. „Piggy“ – 4:24
3. „Heresy“ – 3:54
4. „March of the Pigs“ – 2:58
5. „Closer“ – 6:13
6. „Ruiner“ – 4:58
7. „The Becoming“ – 5:31
8. „I Do Not Want This“ – 5:41
9. „Big Man with a Gun“ – 1:36
10. „A Warm Place“ – 3:22
11. „Eraser“ – 4:54
12. „Reptile“ – 6:51
13. „The Downward Spiral“ – 3:57
14. „Hurt“ – 6:13

## Obsazení
- Trent Reznor – zpěv, bicí, aranžmá, další nástroje
- Mark „Flood“ Ellis – hi-hat, syntezátor
- Chris Vrenna – bicí, programování, samply
- Adrian Belew – kytara
- Danny Lohner – kytara
- Andy Kubiszewski – bicí
- Stephen Perkins – smyčky
- Charlie Clouser – programování